# Brachiaria adspersa
Brachiaria adspersa là một loài thực vật có hoa trong họ Hòa thảo. Loài này được (Trin.) Parodi mô tả khoa học đầu tiên năm 1969.